# Tessa Giele
Tessa Giele (Vierpolders, 1º novembre 2002) è una nuotatrice olandese, specializzata nello stile libero.

## Palmares
- Mondiali

Singapore 2025: bronzo nella 4x100m sl.
- Mondiali in vasca corta

Budapest 2024: argento nei 100m farfalla.
- Europei

Roma 2022: oro nella 4x100m misti mista, bronzo nella 4x100m sl e nella 4x100m misti.
- Europei in vasca corta

Otopeni 2023: oro nei 50m farfalla, bronzo nella 4x50m misti mista.
- Europei U23

Dublino 2023: oro nei 50m dorso.